# Megateg spurgeon
Megateg spurgeon is een spinnensoort in de taxonomische indeling van de Zoropsidae.
Het dier behoort tot het geslacht Megateg. De wetenschappelijke naam van de soort werd voor het eerst geldig gepubliceerd in 2005 door Raven & Stumkat.